# 막이래쇼
《막이래쇼》는 투니버스에서 제작했던 어린이 프로그램이다. 어린이판 1박 2일, 무한도전, 런닝맨으로 불린다. 2기는 2011년 10월 28일부터 2012년 3월 9일까지 방영되었다. 3기는 2012년 4월 27일부터 9월 14일까지 방영되었다. 4기는 2013년 1월 11일부터 3월 29일까지 방영되었다. 5기는 2013년 7월 19일부터 10월 18일까지 방영되었다. 시청자와 함께한 '오감캠프'는 2013년 12월 26일부터 12월 27일까지 방영되었다. 6기는 2015년 2월 27일부터 11월 27일까지 방영되었다. 7기는 2016년 6월 9일부터 12월 29일까지 방영되었다. 8기는 2017년 7월 26일부터 11월 15일까지 방영되었다.

## 기획 의도
반복되는 일상에 지친 어린이들에게 본격 밖에서 놀기를 제안하고자는 취지로 기획한 키즈 버라이어티 프로그램.

## 방송 정보

### 시즌 1
- 2011년 5월 20일 ~ 2011년 7월 29일

#### 코너
- 오늘도 막이래: 막이래 초등학교 신문방송부의 부원들이 학교에서 겪는 이야기를 드라마로 만든 시트콤이다.
- 톡톡톡: 게스트가 출연하여 멤버들과 게임을 한다.

#### 출연 게스트
- 김영삼[2]
- 김구라
- 아이유
- 한민관
- 숀리
- 김준호
- 인피니트
- CJ E&M 성우극회 소속 성우
- KBS 개그콘서트 발레리NO 개그맨

### 막이래쇼: 무작정 탐험대
- 2기 : 2011년 10월 28일 ~ 2012년 3월 9일
- 3기 : 2012년 4월 27일 ~ 2012년 9월 14일
- 4기 : 2013년 1월 11일 ~ 2013년 3월 29일
- 5기 : 2013년 7월 19일 ~ 2013년 10월 18일
- 오감캠프 : 2013년 12월 26일 ~ 2013년 12월 27일

'일상탈출 버라이어티'라는 타이틀로 무작정 탐험대에서는 KBS의 1박 2일과 같은 '여행' 컨셉으로 멤버들이 국내 각지로 여행을 떠나서 미션을 수행하는 방식으로 진행된다. 공식 홈페이지에 막이래쇼에 출연을 요망하는 시청자의 수가 많아져 UCC를 이용한 오디션을 통하여 시청자 캠프가 방송되었다.

#### 시즌 2
- 1~2회 - 전라남도 곡성군 섬진강
- 3~4회 - 강원도 춘천시 남이섬, 경기도 가평군 남이섬, 프랑스 문화마을 (가평 편)
- 5~6회 - 경상북도 경주시
- 7~8회 - 경기도 파주시 대장 특집
- 9회 - 경기도 용인시 에버랜드 (크리스마스 특집)
- 10~12회 - 부산 시청자 캠프
- 13회~15회 - 충청남도 천안시 수중 올림픽, 양의 탈을 쓴 늑대를 찾아라 특집
- 16 - 경기도 남양주시 학교 특집
- 17~19회 - 필리핀 보니또 아일랜드

#### 3기
- 1~2회: 강원도 홍천군편
- 3~4회: 강원도 평창군편
- 5~6회: 서울특별시 편
- 7~8화: 강원도 강릉시 편
- 9~10회: 제주도 편
- 11~13회: 수원 편 (황금 축구화를 찾아라, 궁 답사기)
- 14회: 청계목장 편
- 15회~17회: 시청자캠프2 편
- 18~19회: 인천광역시 편
- 20회: 막이래 쫑파티

#### 4기
- 1화: 새 멤버 영입식, 라이트 전쟁
- 2화: 막카 탑승권을 획득하라
- 3화: 음식 광고 미션, 라이트 전쟁
- 4화: 릴레이미션
- 5화: 설특집 씨름대회, 라이트 전쟁
- 6화: 빙어퀸 선발대회
- 7화: 왕자 공주 커플 결정전
- 8화: 왕자 공주 라이트 전쟁
- 9화: 인간VS 꽃 물을 지켜라!
- 10화: 동물 특집, 라이트 전쟁
- 11~12화: 사이판 특집

#### 5기
- 1~2화:강원도 홍천편
- 3~4화:강원도 영월편
- 5~6화:경기도 가평편
- 7~8화:대전광역시편
- 9~10화:경기도 용인편
- 14화:해단식(게스트: 김유정, 서지희, 김혜인)

### 막이래쇼+ 오감캠프 (특집)
- 1~2회 : 오감캠프

### 막이래쇼: 무작정 여행단
- 6기: 2015년 2월 27일 ~ 2015년 11월 27일
- 7기: 2016년 6월 9일 ~ 2016년 12월 29일

#### 6기
- 1~2회 : 경기도 가평군 새 친구 알아가기, 방배정 '말해요' 3종 게임, 대장 미션!
- 3~4회 : 경상북도 군위군 한밤마을 한밤마을의 보물을 찾아라!, 방배정 '댄스댄스' 3종 게임, 풍선 서바이벌
- 5~6회 : 충청남도 당진시 대장을 찾아라, 방배정 '가짜 찾기' 3종 게임, 버블슈트 짝꿍 게임
- 7~8회 : 경상북도 안동시 인의예지신을 갖춰라!,

### 막이래쇼: 무작정 크리에이터
- 8기: 2017년 7월 26일 ~ 2017년 11월 15일

## 출연자
- 김동현 (1기~5기, 6기 특별출연)
- 신동우 (1기~5기)
- 김유정 (1기~2기, 5기 특별 출연)
- 김혜인 (1기~3기, 5기 특별 출연, 6기 21화~8기)
- 노태엽 (2기~5기)
- 낸시 (2기~5기, 6기 특별출연)
- 서지희 (3기, 5기 특별 출연)
- 김도현 (4기~5기)
- 현승민 (4기~5기)
- 시은 (4기~5기)
- 정성영 (6기, 8기)
- 최하호 (6기~8기)
- 신이준 (6기 1~20화)
- 세나 (6기)
- 정택현 (6기~8기)
- 홍화리 (6기 1~20화)
- 이자인 (6기 21화~7기)
- 임형찬 (7기)
- 손상연 (7기)